# Naissance en février 1886
Naissance
- 1882
- 1883
- 1884
- 1885
- 1886
- 1887
- 1888
- 1889
- 1890

| Date        | Nom                             | Pays                          | Activités                                                           | Âge de décès (si applicable) | Source |
| ----------- | ------------------------------- | ----------------------------- | ------------------------------------------------------------------- | ---------------------------- | ------ |
| 1er février | Veli Nieminen                   | Drapeau de la Finlande        | Athlète finlandais.                                                 | 50                           |        |
| 2 février   | William Rose Benét              | Drapeau des États-Unis        | Poète et éditeur américain.                                         | 64                           |        |
| 2 février   | Peter Freuchen                  | Drapeau du Danemark           | Explorateur, anthropologue et écrivain danois.                      | 71                           |        |
| 2 février   | Frank Lloyd                     | Drapeau du Royaume-Uni        | Réalisateur, producteur, scénariste et acteur britannique           | 74                           |        |
| 4 février   | Sune Almkvist                   | Drapeau de la Suède           | Footballeur suédois.                                                | 89                           |        |
| 4 février   | Hugo Björne                     | Drapeau de la Suède           | Acteur suédois.                                                     | 80                           |        |
| 6 février   | Paul Chailley                   | Drapeau de la France          | Officier de marine français.                                        | 28                           |        |
| 6 février   | Sergio Corazzini                | Drapeau de l'Italie           | Poète italien.                                                      | 21                           |        |
| 6 février   | André Dahl                      | Drapeau de la France          | Journaliste, écrivain et directeur de théâtre français.             | 46                           |        |
| 6 février   | Pierre Dufour d'Astafort        | Drapeau de la France          | Cavalier français, médaillé d'argent aux jeux olympiques de 1912.   | 71                           |        |
| 6 février   | Alberto Guerrero                | Drapeau du Chili              | Pianiste chilien, naturalisé canadien.                              | 73                           |        |
| 6 février   | Louis Piérard                   | Drapeau de la Belgique        | Homme politique belge.                                              | 65                           |        |
| 7 février   | George Brett                    | Drapeau des États-Unis        | Général américain.                                                  | 77                           |        |
| 7 février   | Alberto Guerrero                | Drapeau du Chili              | Pianiste chilien, naturalisé canadien.                              | 73                           |        |
| 7 février   | Albert Jeanneret                | Drapeau de la Suisse          | Compositeur suisse.                                                 | 86/87                        |        |
| 7 février   | William Piercy                  | Drapeau du Royaume-Uni        | Financier britannique.                                              | 80                           |        |
| 8 février   | Frieda Hauswirth                | Drapeau de la Suisse          | Écrivaine, peintre et féministe suisse.                             | 88                           |        |
| 8 février   | Gunther Plüschow                | Drapeau de l'Allemagne        | Explorateur et aviateur allemand.                                   | 44                           |        |
| 9 février   | Aristide de Bardonnèche         | Drapeau de la France          | Homme politique français.                                           | 71                           |        |
| 9 février   | Edwin Maxwell                   | Drapeau de l'Irlande          | Acteur irlandais.                                                   | 62                           |        |
| 9 février   | Alexandre Miasnikian            | Drapeau de l'URSS             | Homme politique soviétique.                                         | 39                           |        |
| 10 février  | Jeanne Burgues-Brun             | Drapeau de la France          | Poétesse et romancière française.                                   | 84                           |        |
| 10 février  | Guillaume Desgranges            | Drapeau de la France          | Peintre et lithographe française.                                   | 80                           |        |
| 10 février  | Eberhard Hanfstaengl            | Drapeau de l'Allemagne        | Historien de l'art allemand.                                        | 86                           |        |
| 10 février  | Raichō Hiratsuka                | Drapeau du Japon              | Écrivaine japonaise.                                                | 85                           |        |
| 10 février  | Olin Howland                    | Drapeau des États-Unis        | Acteur américain.                                                   | 73                           |        |
| 10 février  | Diamond Jenness                 | Drapeau du Canada             | Anthropologue canadien.                                             | 83                           |        |
| 10 février  | Raymond Jouve                   | Drapeau de la France          | Footballeur français.                                               | ?                            |        |
| 10 février  | Pia Nalli                       | Drapeau de l'Italie           | Mathématicienne italienne.                                          | 78                           |        |
| 11 février  | Salomon Bernstein               | Drapeau de la France          | Peintre français.                                                   | 81/82                        |        |
| 11 février  | Yrjö Johannes Eskelä            | Drapeau de la Finlande        | Homme politique finlandais.                                         | 63                           |        |
| 11 février  | Vilhelm Fibiger                 | Drapeau du Danemark           | Homme politique danois.                                             | 92                           |        |
| 12 février  | Max Bergmann                    | Drapeau des États-Unis        | Chimiste germano-américain.                                         | 71                           |        |
| 12 février  | Margarita Fischer               | Drapeau des États-Unis        | Actrice américaine.                                                 | 89                           |        |
| 12 février  | Eva Mameli Calvino              | Drapeau de l'Italie           | Botaniste italienne.                                                | 92                           |        |
| 12 février  | Seigō Nakano                    | Drapeau du Japon              | Homme politique japonais.                                           | 57                           |        |
| 13 février  | René Courcelle                  | Drapeau de la France          | Botaniste français.                                                 | 69                           |        |
| 13 février  | Ricardo Güiraldes               | Drapeau de l'Argentine        | Romancier et poète argentin.                                        | 41                           |        |
| 13 février  | Auguste-Olympe Hériot           | Drapeau de la France          | Homme d'affaires français.                                          | 65                           |        |
| 13 février  | Diego Hidalgo y Durán           | Drapeau de l'Espagne          | Homme politique espagnol.                                           | 72                           |        |
| 14 février  | Cécile Gimmi                    | Drapeau de la Suisse          | Sculptrice suisse.                                                  | 68                           |        |
| 14 février  | Hermann de Saxe-Weimar-Eisenach | Drapeau de l'Allemagne        | Prince allemand.                                                    | 78                           |        |
| 14 février  | Ángel Pestaña                   | Drapeau de l'Espagne          | Militant anarchosyndicaliste espagnol.                              | 51                           |        |
| 15 février  | Cyril Newall                    | Drapeau du Royaume-Uni        | Militaire et homme politique britannique.                           | 77                           |        |
| 15 février  | Julia Lee Niebergall            | Drapeau des États-Unis        | Compositrice américaine.                                            | 82                           |        |
| 15 février  | Yann Mari Normand               | Drapeau de la France          | Poète français.                                                     | 75                           |        |
| 15 février  | Evgueni Preobrajenski           | Drapeau de l'URSS             | Économiste soviétique.                                              | 51                           |        |
| 16 février  | Van Wyck Brooks                 | Drapeau des États-Unis        | Critique littéraire et biographe américain.                         | 77                           |        |
| 16 février  | Andy Ducat                      | Drapeau du Royaume-Uni        | Footballeur britannique.                                            | 56                           |        |
| 16 février  | Marcel Meys                     | Drapeau de la France          | Peintre et photographe français.                                    | 86                           |        |
| 16 février  | Beata Rank-Minzer               | Drapeau des États-Unis        | Psychanalyste américaine.                                           | 81                           |        |
| 17 février  | Victor Alix                     | Drapeau de la France          | Chef d'orchestre et compositeur français.                           | 82                           |        |
| 17 février  | Ernest J. Dawley                | Drapeau des États-Unis        | Militaire américain.                                                | 87                           |        |
| 17 février  | Tano Genaro                     | Drapeau de l'Argentine        | Musicien argentin.                                                  | 57                           |        |
| 17 février  | Maurice Guillaume               | Drapeau de la France          | Militaire et directeur de journaux français.                        | 75                           |        |
| 18 février  | Paul Pauley                     | Drapeau de la France          | Acteur français.                                                    | 52                           |        |
| 19 février  | Nils Hellsten                   | Drapeau de la Suède           | Escrimeur suédois.                                                  | 76                           |        |
| 20 février  | Josef Bělka                     | Drapeau de la Tchécoslovaquie | Footballeur tchécoslovaque.                                         | 58                           |        |
| 20 février  | Takuboku Ishikawa               | Drapeau du Japon              | Poète japonais.                                                     | 26                           |        |
| 20 février  | Béla Kun                        | Drapeau de la Hongrie         | Homme politique hongrois.                                           | 52                           |        |
| 20 février  | Moichirō Maki                   | Drapeau du Japon              | Zoologiste japonais.                                                | 73                           |        |
| 21 février  | Auguste Boverio                 | Drapeau de la France          | Acteur français.                                                    | 64                           |        |
| 21 février  | Georges Dufétel                 | Drapeau de la France          | Architecte et résistant français.                                   | 58                           |        |
| 21 février  | Fernand Herrmann                | Drapeau de la France          | Acteur français.                                                    | 58                           |        |
| 21 février  | Alexeï Kroutchenykh             | Drapeau de l'URSS             | Écrivain et poète soviétique.                                       | 82                           |        |
| 22 février  | Hugo Ball                       | Drapeau de l'Allemagne        | Écrivain et poète dada allemand.                                    | 41                           |        |
| 22 février  | Marie Chaix                     | Drapeau de la France          | Femme politique française.                                          | 69                           |        |
| 22 février  | André Cholley                   | Drapeau de la France          | Géographe français.                                                 | 82                           |        |
| 22 février  | Henry-Jacques                   | Drapeau de la France          | Poète français.                                                     | 87                           |        |
| 23 février  | John Mary Abbey                 | Drapeau de la France          | Facteur d'orgues français.                                          | 45                           |        |
| 23 février  | Antonio Alice                   | Drapeau de l'Argentine        | Peintre argentin.                                                   | 57                           |        |
| 23 février  | Louis Boucoiran                 | Drapeau de la France          | Haut fonctionnaire français.                                        | 82                           |        |
| 23 février  | Marguerite Frey-Surbek          | Drapeau de la Suisse          | Peintre suisse.                                                     | 95                           |        |
| 23 février  | Ganpat                          | Drapeau du Royaume-Uni        | Écrivain britannique.                                               | 65                           |        |
| 23 février  | Emanuel Jonasson                | Drapeau de la Suède           | Compositeur et musicien suédois.                                    | 70                           |        |
| 23 février  | Didier Masson                   | Drapeau de la France          | Aviateur français.                                                  | 64                           |        |
| 24 février  | Viorica Agarici                 | Drapeau de la Roumanie        | Religieuse roumaine, Juste parmi les nations.                       | 92                           |        |
| 24 février  | Mauricius                       | Drapeau de la France          | Anarchiste français.                                                | 88                           |        |
| 25 février  | Wally Hardinge                  | Drapeau du Royaume-Uni        | Joueur de cricket et de football britannique.                       | 79                           |        |
| 25 février  | Frederick Ion                   | Drapeau du Canada             | Joueur de crosse canadien.                                          | 78                           |        |
| 26 février  | Adila Fachiri                   | Drapeau de la Hongrie         | Violoniste hongroise.                                               | 76                           |        |
| 26 février  | Ernest Johnson                  | Drapeau du Canada             | Joueur de hockey sur glace canadien.                                | 77                           |        |
| 26 février  | Georges Mathot                  | Drapeau de la Belgique        | Footballeur belge.                                                  | 65                           |        |
| 26 février  | Mihri Müşfik Hanım              | Drapeau de la Turquie         | Peintre et princesse turque.                                        | 67/68                        |        |
| 27 février  | Hugo Black                      | Drapeau des États-Unis        | Homme politique et juriste américain.                               | 85                           |        |
| 27 février  | Per Leander-Engström            | Drapeau de la Suède           | Peintre suédois.                                                    | 40                           |        |
| 28 février  | Arthur Ahnger                   | Drapeau de la Finlande        | Skipper finlandais, médaillé de bronze aux jeux olympiques de 1912. | 54                           |        |
| 28 février  | Victor Boin                     | Drapeau de la Belgique        | Sportif belge.                                                      | 88                           |        |
| 28 février  | Armand Boutrolle                | Drapeau de la France          | Sculpteur français.                                                 | 86                           |        |
| 28 février  | Constantin Budeanu              | Drapeau de la Roumanie        | Ingénieur électricien roumain.                                      | 72                           |        |
| 28 février  | José Luis Gutiérrez Solana      | Drapeau de l'Espagne          | Peintre espagnol.                                                   | 59                           |        |
| 28 février  | Mary Morris Knibb               | Drapeau de la Jamaïque        | Enseignante, militante et femme politique jamaïcaine.               | 78                           |        |
| 28 février  | Georges Lapierre                | Drapeau de la France          | Instituteur syndicaliste et résistant français.                     | 58                           |        |
| 28 février  | George Mathers                  | Drapeau du Royaume-Uni        | Homme politique britannique.                                        | 79                           |        |
| 28 février  | Aladár Rácz                     | Drapeau de la Hongrie         | Musicien hongrois.                                                  | 72                           |        |